# Brodowo (Iłowo-Osada)
Brodowo (deutsch Brodau) ist ein Dorf in der polnischen Woiwodschaft Ermland-Masuren. Es gehört zur Gmina Iłowo-Osada (Landgemeinde Illowo) im Powiat Działdowski (Kreis Soldau).

## Geographische Lage
Brodowo liegt im Südwesten der Woiwodschaft Ermland-Masuren, 19 Kilometer südwestlich der früheren Kreisstadt Neidenburg (polnisch Nidzica) bzw. sieben Kilometer südöstlich der jetzigen Kreismetropole Działdowo (deutsch Soldau i. Ostpr.).
|  |

## Geschichte
Brodau wurde 1371 erstmals erwähnt. Die Handfeste stammt aus dem Jahr 1399. 1785 wurde der Ort als „Königliches Bauerndorf“ mit 30 Feuerstellen genannt. Im Jahre 1874 wurde die Landgemeinde Brodau in den neu errichteten Amtsbezirk Kyschienen (polnisch Kisiny) im ostpreußischen Kreis Neidenburg aufgenommen. 639 Einwohner zählte Brodau im Jahre 1910.
Im Soldauer Gebiet gelegen wurde Brodowo mit der ganzen Region am 10. Januar 1920 an Polen abgetreten. Der in „Brodowo“ umbenannte Ort zählte 1931 insgesamt 758 Einwohner. Am 26. Oktober 1939 kam das Gebiet wieder zum Deutschen Reich und gehörte ab 24. April 1940 wieder zum Kreis Neidenburg.
Das änderte sich 1945 in erneuter Kriegsfolge, als das gesamte südliche Ostpreußen an Polen überstellt wurde. Aus „Brodau“ wurde wieder „Brodowo“. Heute ist das Dorf eine Ortschaft im Verbund der Gmina Iłowo-Osada (Landgemeinde Illowo) im Powiat Działdowski (Kreis Soldau), bis 1998 der Woiwodschaft Ciechanów, seither der Woiwodschaft Ermland-Masuren zugehörig. Die Zahl der Einwohner Brodowos belief sich 2011 auf 225.

## Kirche

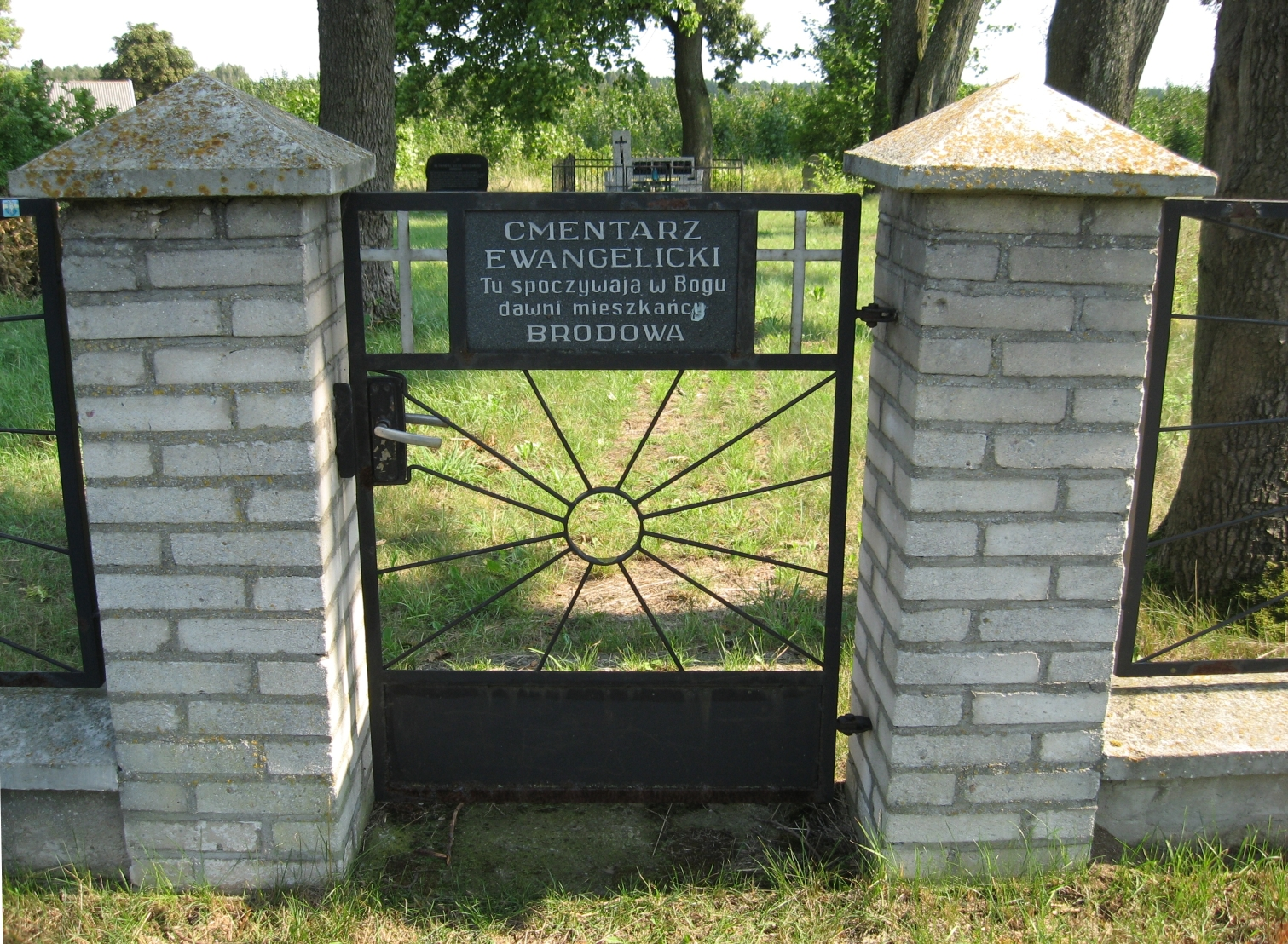
Tor zum evangelischen Friedhof

Bis 1945 war Brodau resp. Brodowo in die evangelische Kirche Narzym in der Kirchenprovinz Ostpreußen der Kirche der Altpreußischen Union bzw. in die Unierte Evangelische Kirche in Polen, außerdem in die römisch-katholische Kirche Bialutten (polnisch Białuty), ab 1927 Illowo (polnisch Iłowo), eingepfarrt.
Heute gehört Brodowo zur evangelischen Erlöserkirche Działdowo (Soldau) in der Diözese Masuren der Evangelisch-Augsburgischen Kirche in Polen sowie zur katholischen Pfarrei Narzym in der Region Brodnica (Strasburg) im Bistum Toruń (Thorn).

## Verkehr
Brodowo ist über eine Nebenstraße von Purgałki (Purgalken) aus über Chorab (Chorapp) zu erreichen. Die nächste Bahnstation ist Narzym an der Bahnstrecke Danzig–Warschau.

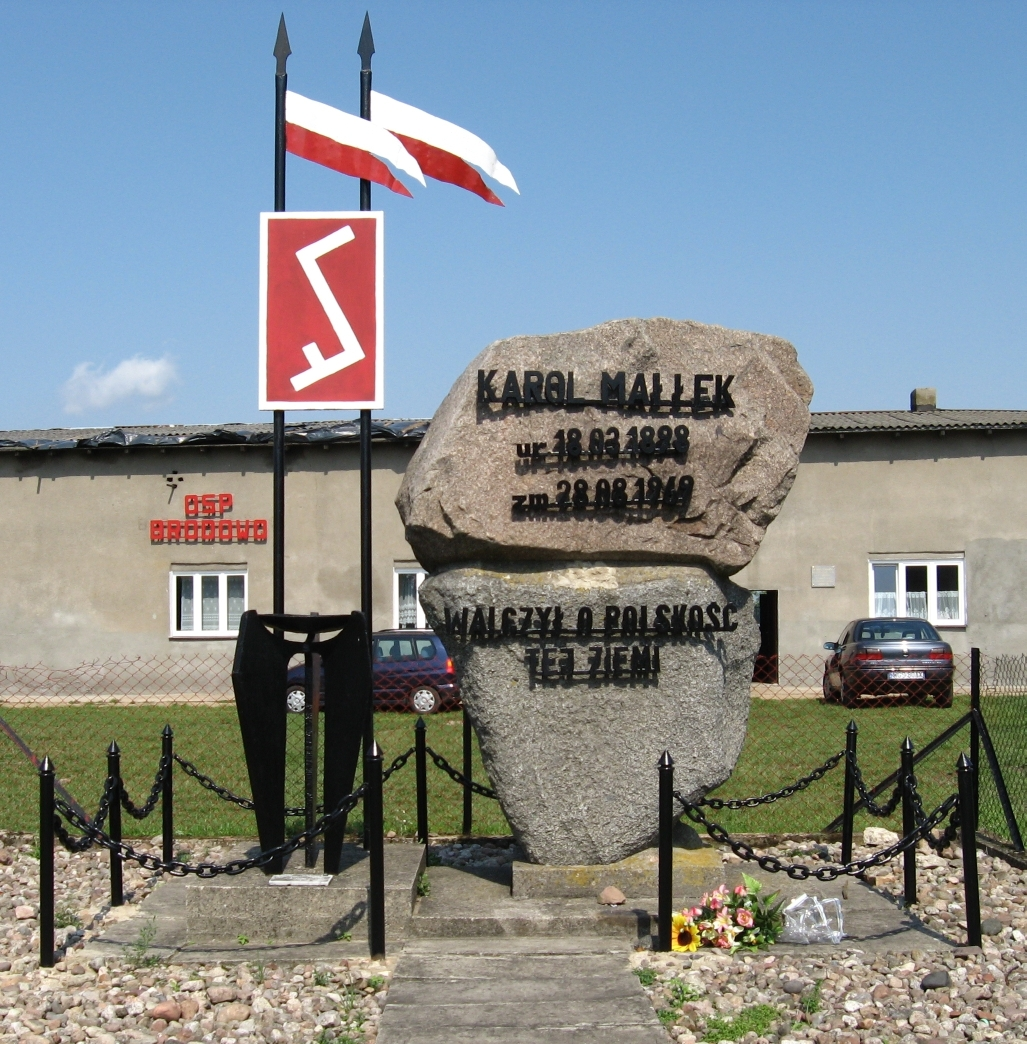
Denkmal für Karl Mallek (Karol Małłek)

## Persönlichkeit
- Karl Mallek, polnisch: Karol Małłek, (* 18. März 1888 in Brodau), masurischer Schriftsteller, Volkskundler, Publizist und Lehrer († 1969)